# Grimus (Roman)
Grimus ist der erste Roman von Salman Rushdie. Er erschien im Jahr 1975.

## Handlung
Flapping Eagle, ein junger Indianer, flieht nach dem Tode seiner Mutter zusammen mit seiner Schwester. Ein Magier schenkt ihm ein Unsterblichkeitselixier. Die Unsterblichkeit empfindet er zuerst als Segen, später als Last. Des ewigen Lebens überdrüssig, sucht er nach mehreren Abenteuern erneut den Magier auf, der ihm das Sterben ermöglichen soll.

## Bemerkungen
Der Titel Grimus ist ein Anagramm von Simurg, einem Fabelwesen der vorislamischen persischen Mythologie.
Salman Rushdie verwebt in Grimus Mythologie, Magie, Religion und Philosophie.
Viele der Motive, die Salman Rushdie in Grimus einsetzt, entwickelt er in seinen späteren Romanen weiter, beispielsweise Identitätssuche und Vertreibung.

## Rezeption
Weil Grimus keine politische Brisanz oder historische Analogie aufweist wie andere Romane, und Salman Rushdie erst 1981 mit seinem zweiten Roman Mitternachtskinder berühmt wurde, wird Grimus und die Bedeutung des Romans in Rushdies Gesamtwerk häufig übersehen.